# The Pattern of Painful Adventures
The Pattern of Painful Adventures è un'opera di prosa composta nel 1576, della quale esiste una versione intermedia datata al 1595, attribuita all'autore inglese Lawrence Twine che tradusse in prosa il poema Confessio Amantis di John Gower.
Gower aveva a sua volta reso in lingua inglese media un testo di Apollonio di Tiro, forse influenzato anche da una traduzione del filosofo greco in francese.
Nel 1607, Valentine Simmes stampò una nuova edizione dell'opera che trasmise all'editore Nathaniel Butter, destinata a Shakespeare per il suo Pericle, principe di Tiro. Secondo William Henry Schofield, il romanzo del maestro inglese fu influenzato da entrambe le fonti.